# Giao tranh tại Elouges
Giao tranh tại Elougesđã diễn ra vào ngày 24 tháng 8 năm 1914, trong cuộc Chiến tranh thế giới thứ nhất. Sau trận Mons, Lực lượng Viễn chinh Anh, trên đường rút lui của mình, đã bị quân đội Đế quốc Đức theo sát. Đội hình của quân Đức trong trận giao tranh này bao gồm toàn bộ Quân đoàn IV (với các sư đoàn số 7 và số 8) với sự hỗ trợ của 9 khẩu đội pháo . Trong khi đó, đội hình của quân Anhgồm có Sư đoàn số 5 được sự hỗ trợ của Lữ đoàn Kỵ binh số 2 và Lữ đoàn Kỵ binh số 3.
Trong trận chiến này, Trung đoàn Long Kỵ binh Cận vệ Hoàng gia Ireland số 4 và Trung đoàn Thương Kỵ binh Hoàng gia của Nữ hoàng số 9 đã tấn công các khẩu pháo của Đức. Thiếu tá Ernest Wright Alexander của Trung đoàn Pháo binh Hoàng gia và Đại úy Francis Octavius Grenfell của Trung đoàn Thương kỵ binh số 9 đã được tặng Huân chương Thập tự Victoria (Victoria Cross) vì đã cứu vãn các khẩu pháo của Anh dưới làn đạn của đối phương. Cuối cùng, Tiểu đoàn số 1 của Trung đoàn Cheshire đã bị quân Đức bao vây và tiêu diệt.
Trong khi cuộc tấn công của quân kỵ binh Anh là một thất bại với thiệt hại nặng nề cho họ, nỗ lực lớn của những người lính Anh tại Elouges đã ngăn ngừa đối phương hợp vây Quân đoàn II của Anh. Chắc hẳn Khẩu đội pháo số 119 của Anh sẽ được tặng danh hiệu "Elouges", nhưng khẩu đội đã giải thể vào năm 1922. Song, trận chiến chỉ có tác động nhỏ đến bước tiến của quân Đúc: người Đức đã tiếp tục tiến quân mà hồ như không hề nghỉ ngơi. Mặc dù vậy, cuộc giao tranh được báo chí đại chúng Anh tâng bốc rất nhiều và đây là một yếu tố quan trọng để khơi dậy tinh thần của người Anh. Họ gọi đây là "Cuộc tấn công để Cứu các Khẩu pháo", gợi nhớ đến các cuộc chiến tranh trước đó, khi mà dây thép gai và súng máy chưa được biết đến.